# Elekmania samanensis
Elekmania samanensis là một loài thực vật có hoa trong họ Cúc. Loài này được (Urb.) B.Nord. mô tả khoa học đầu tiên năm 2006.